# Ghost (trilha sonora)
| Críticas profissionais | Críticas profissionais |
| Avaliações da crítica  | Avaliações da crítica  |
| Fonte                  | Avaliação              |
| ---------------------- | ---------------------- |
| Allmusic               | [ 1 ]                  |
| Filmtracks             | [ 2 ]                  |

Ghost é a trilha sonora oficial, com selo Milan Records, do filme Ghost (1990), vencedor do Oscar e do Globo de Ouro, estrelado por Patrick Swayze, Demi Moore e Whoopi Goldberg (que ganhou o oscar de melhor atriz coadjuvante por seu papel como "Oda Mae Brown" neste filme) e Tony Goldwyn. A partitura foi composta pelo veterano francês Maurice Jarre.
O álbum foi indicado ao Oscar de melhor trilha sonora original em 1991, mas perdeu para Dances with Wolves.

## Lista de músicas
1. The Righteous Brothers - "Unchained Melody" - 3:37
2. "Ghost" - 7:24
3. "Sam" - 5:33
4. "Ditto" - 3:19
5. "Carl" - 4:06
6. "Molly" - 6:17
7. "Unchained Melody" (Orchestral Version) - 3:59
8. "End Credits" - 4:17
9. "Fire Escape" (bonus) - 3:12
10. "Oda Mae & Carl" (bonus) - 3:58
11. "Maurice Jarre Interview" (bônus) - 9:51

## Desempenho
| Região                                              | Certificação | Vendas                                    |
| --------------------------------------------------- | ------------ | ----------------------------------------- |
| Australia                                           | Ouro         | 35 000                                    |
| Brasil                                              |              | 150,000                                   |
| Japão (RIAJ)                                        | Ouro         | 100 000^                                  |
| Spain                                               | 3× Platina   | 350 000                                   |
| Estados Unidos (RIAA)                               | Platina      | Erro de expressão: Falta operando para *^ |
| ^números de vendas baseados somente na certificação |              |                                           |